# Fritz Ehlers
Fritz Ehlers (* 19. Juni 1911 in Varel, Oldenburg; † 12. November 1981 in Weimar) war ein deutscher Violinpädagoge in Weimar.

## Leben
Von 1926 bis 1933 absolvierte Ehlers ein Studium an der Staatliche Hochschule für Musik in Weimar. Von 1933/34 war er Orchestermusiker in Meiningen, wechselte 1934 nach Weimar und war dort Orchestermusiker bis 1944 und 1949/50, wo er an der Staatskapelle auch Konzertmeister war. Außerdem unterrichtete Ehlers als Musiklehrer von 1947/49 in Gebesee. Von 1950 bis 1976 war er Lehrkraft an der Weimarer Musikhochschule für Violine und seit 1951 Leiter der Abteilung Streichinstrumente. Er war zudem von 1951 bis 1968 Leiter des von ihm gegründeten Kammerorchesters. 1972/78 war er Leiter der Meisterklasse für Violine in der DDR. Von 1973 bis 1976 hatte er eine ordentliche Professur inne. Von 1976 bis 1978 hatte er einen Lehrauftrag. Er war seit 1960 Gastprofessor am Internationalen Musikseminar in Weimar. Ehlers galt als einer der erfolgreichsten Musikpädagogen in der DDR, war sich auch darin niederschlug, dass zahlreiche seiner Schüler ebenfalls erfolgreiche Karrieren hatten. Dazu zählen u. a. Carola Nasdala und Ursula Dehler. Das erwähnte Kammerorchester gab mehr als 300 Konzerte im Ausland. Langjährige Kontakte pflegte Ehlers zu David Oistrach, Igor Oistrach, Michail Waiman und Juri Jankewitsch. Er wirkte auch als Juror bei bedeutenden internationalen Violinwettbewerben. Als erster Künstler aus der DDR war Ehlers Gastprofessor am Leningrader Konservatorium.
Ehlers Grab befindet sich auf dem Historischen Friedhof Weimar.

## Ehrungen
- 1961 Literatur- und Kunstpreis der Stadt Weimar